# 蘇我站
蘇我站（日语：／ Soga eki */?）是一個位於千葉縣千葉市中央區今井二丁目，屬於東日本旅客鐵道（JR東日本）、京葉臨海鐵道的鐵路車站。
此站是市原千葉JEF聯的主場、Fukuda電子體育場（千葉市蘇我球技場）最近的車站。

## 停靠路線
此站有JR東日本的各線（後述）與貨物線京葉臨海鐵道臨海本線停靠。
停靠此站的JR東日本路線有外房線、內房線、京葉線3條路線，當中此站是外房線的所屬線。內房線以此站為起點，但該線列車全部都經外房線千葉方向直通至京葉線東京方向。另外京葉線以此站為終點，一部分列車直通外房線或內房線。此站起至東京站為止的營業距離，途經外房線、總武本線和途經京葉線都一樣是43.0公里。而此站起至西船橋站為止的營業距離，途經外房線、總武本線和途經京葉線都一樣是22.4公里。

## 車站構造
本站是一地面車站，站房採跨站式站房設計，設有綠色窗口、指定席售票機。付費區內設有商店群「Dila蘇我」。

### 月台配置
本站月台位於地面，採島式月台3面6線設計。1號月台西側設有貨運列車專用的線路和京葉臨海鐵道的辦公室。
| 月台 | 路線                                     | 方向 | 目的地                     | 備註                        |
| ---- | ---------------------------------------- | ---- | -------------------------- | --------------------------- |
| 1、2 | ■外房線 ■內房線 （■總武快速線、■京葉線） | 上行 | 千葉、東京方向             |                             |
| 3、4 | ■京葉線                                  | -    | 海濱幕張、南船橋、東京方向 | 經外房線、內房線直通2號月台 |
| 5    | ■內房線                                  | 下行 | 五井、木更津、館山方向     | 部分列車於6號月台           |
| 6    | ■外房線                                  | 下行 | 大網、茂原、勝浦方向       | 經京葉線直通於5號月台       |

（來源：JR東日本:車站構內圖 （页面存档备份，存于））
- 由於1、6號月台不能通往京葉線，故京葉線直通內房線和外房線的班次只會使用2、5號月台。
- 除直通班次外，內房線班次一般使用1、5號月台，外房線班次一般使用2、6號月台。

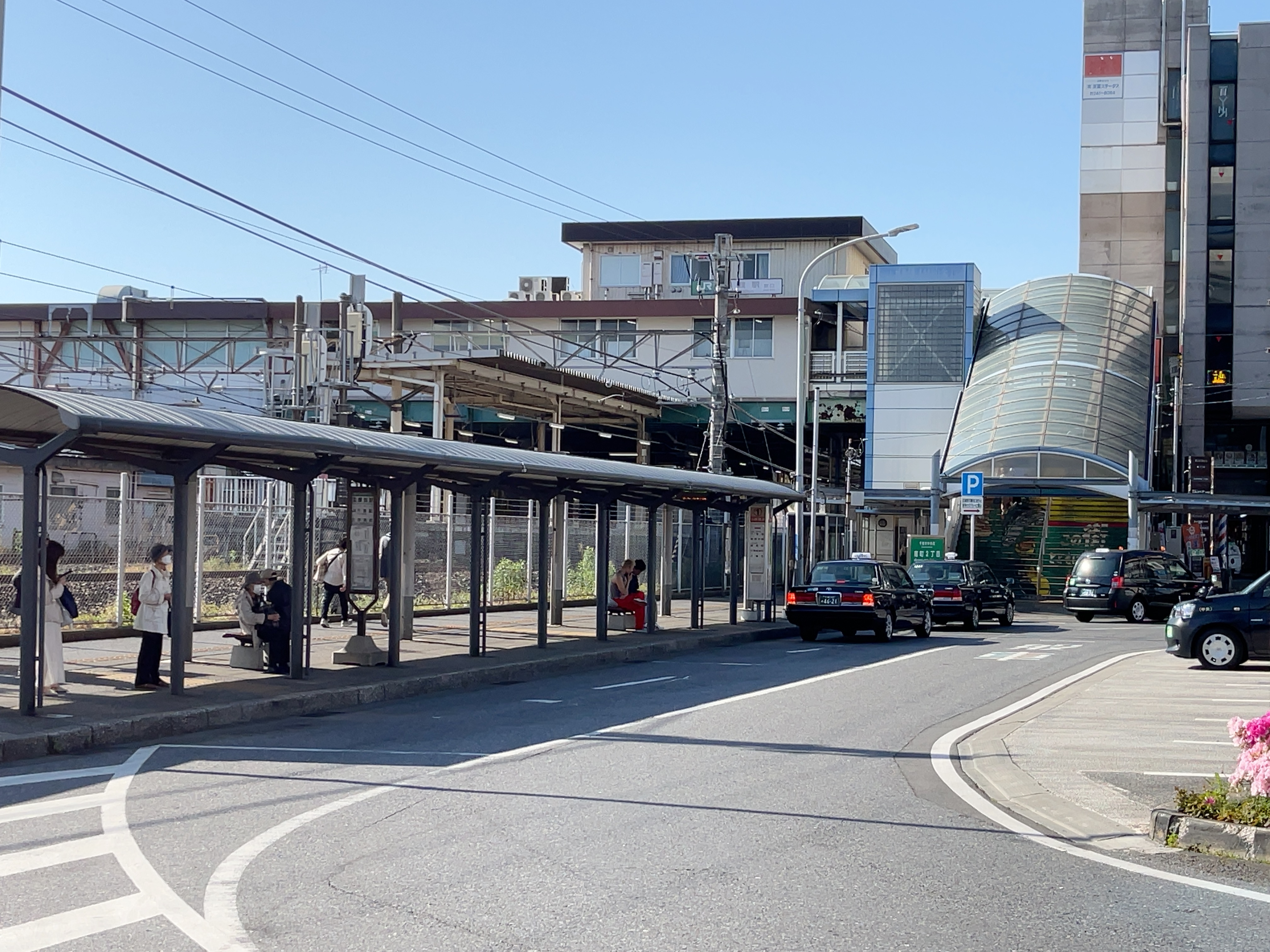
東口（2023年4月）
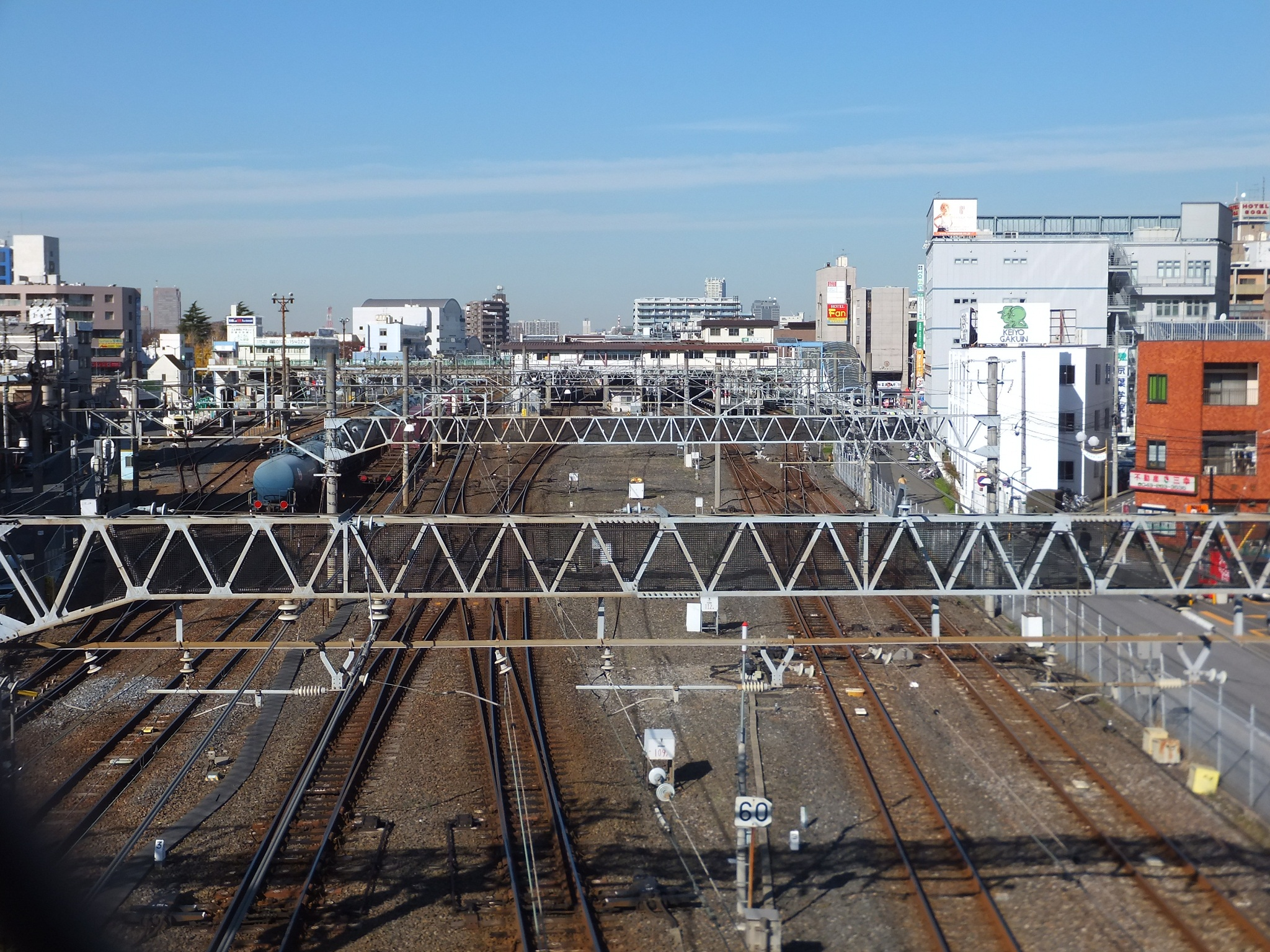
站舍遠景、車站構內（2011年12月）
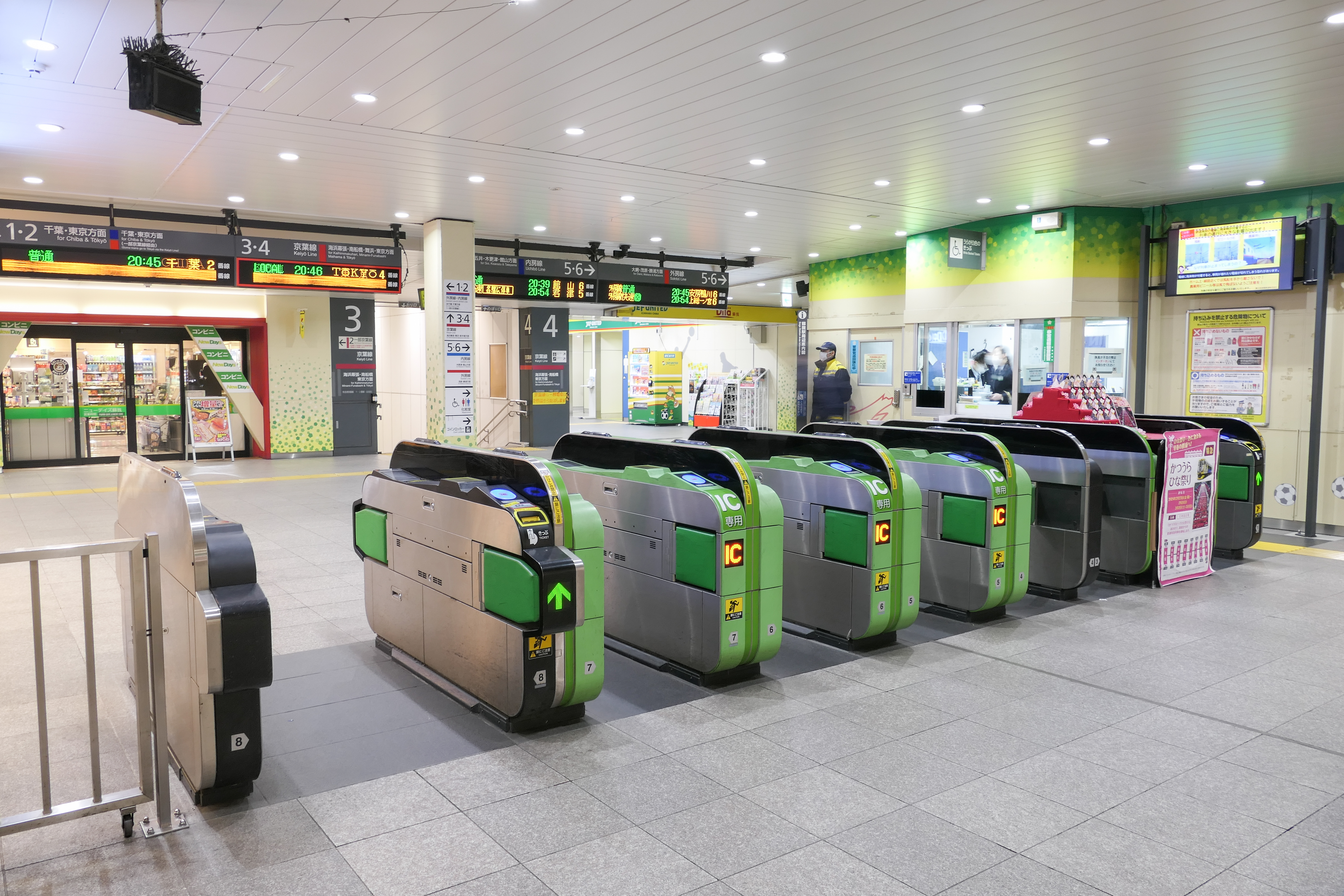
閘口（2024年2月）
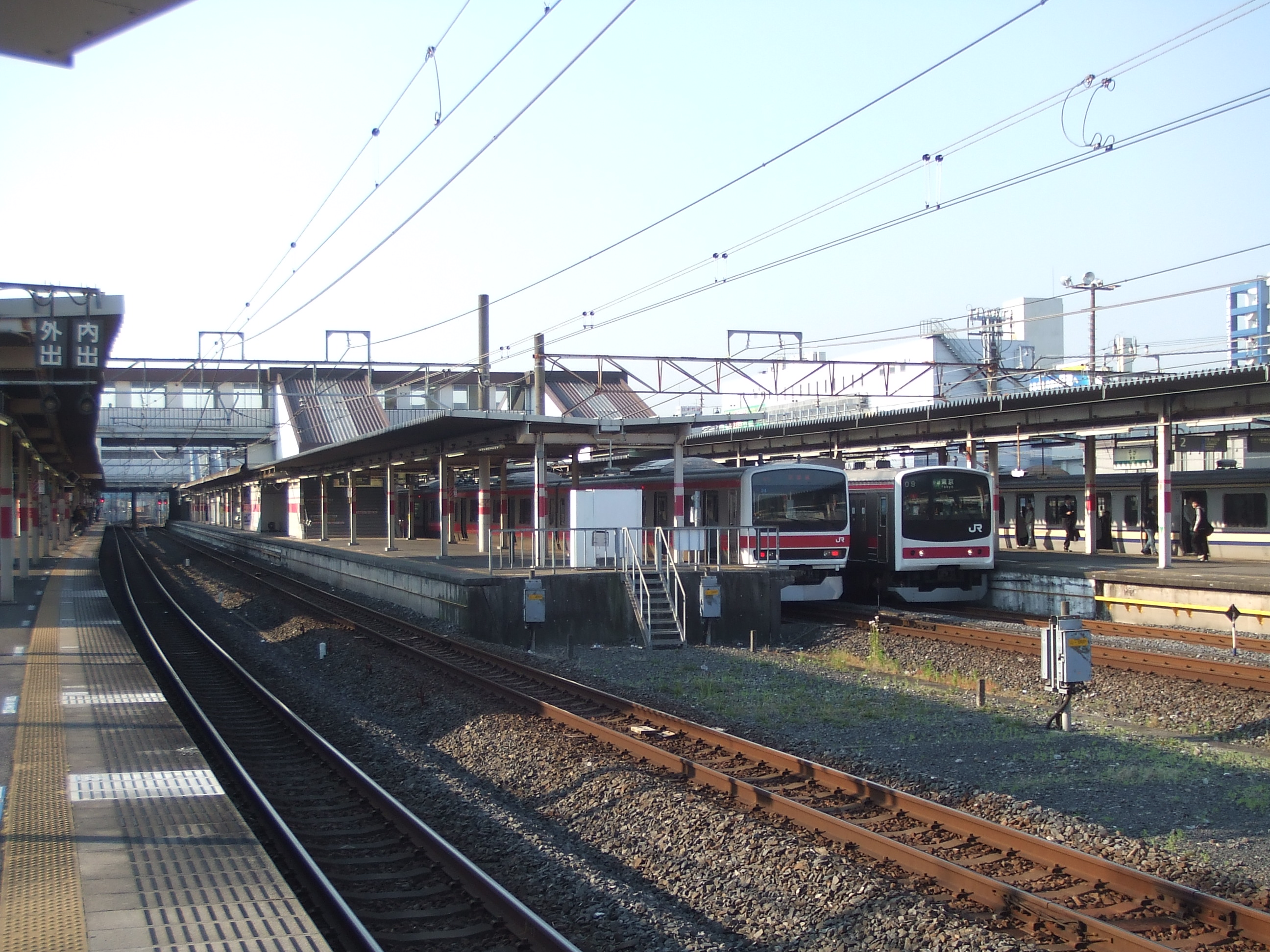
月台全體 最前方由5號月台依次排列至1號月台（2009年4月）
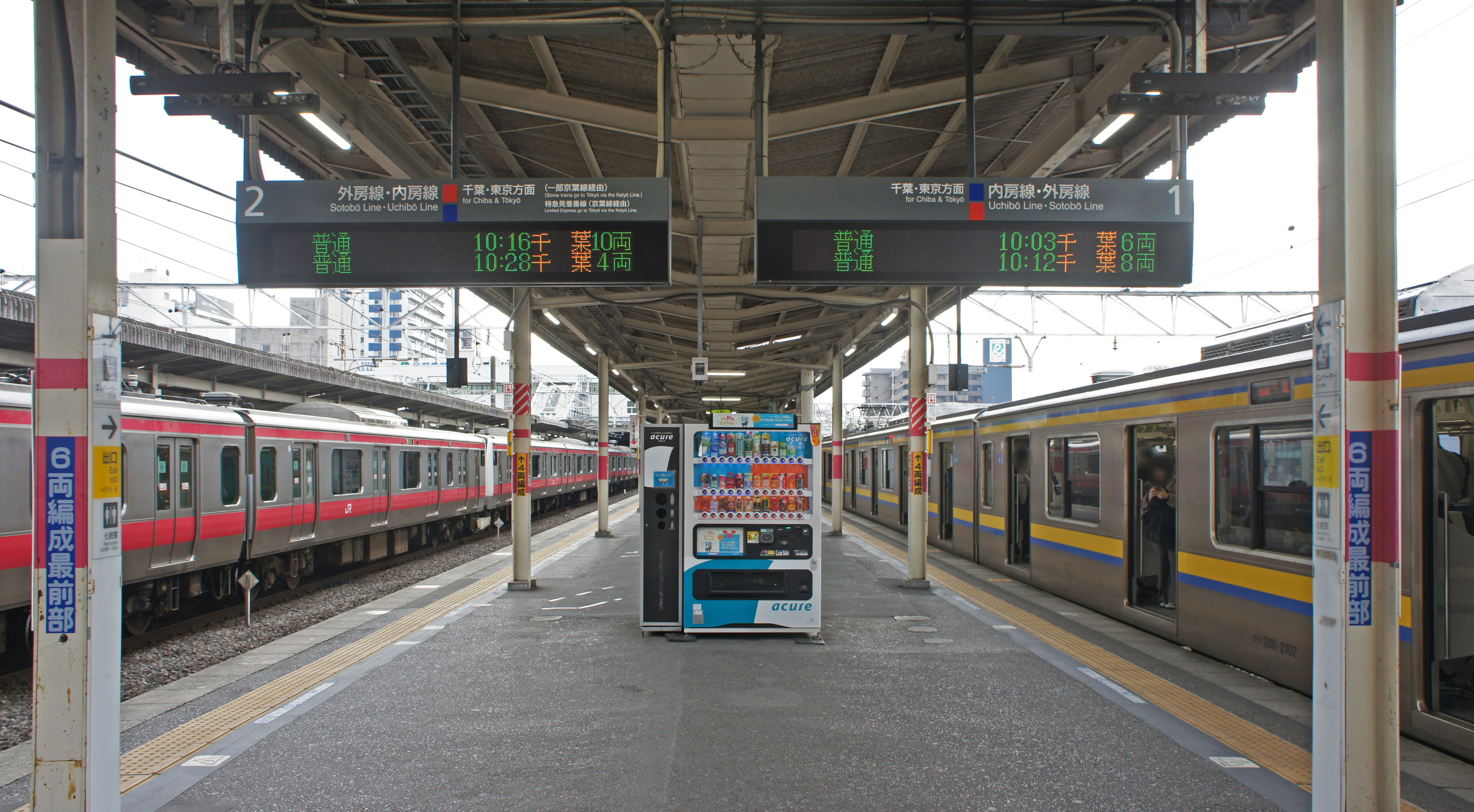
1、2號月台（外房線、內房線）（2019年12月）
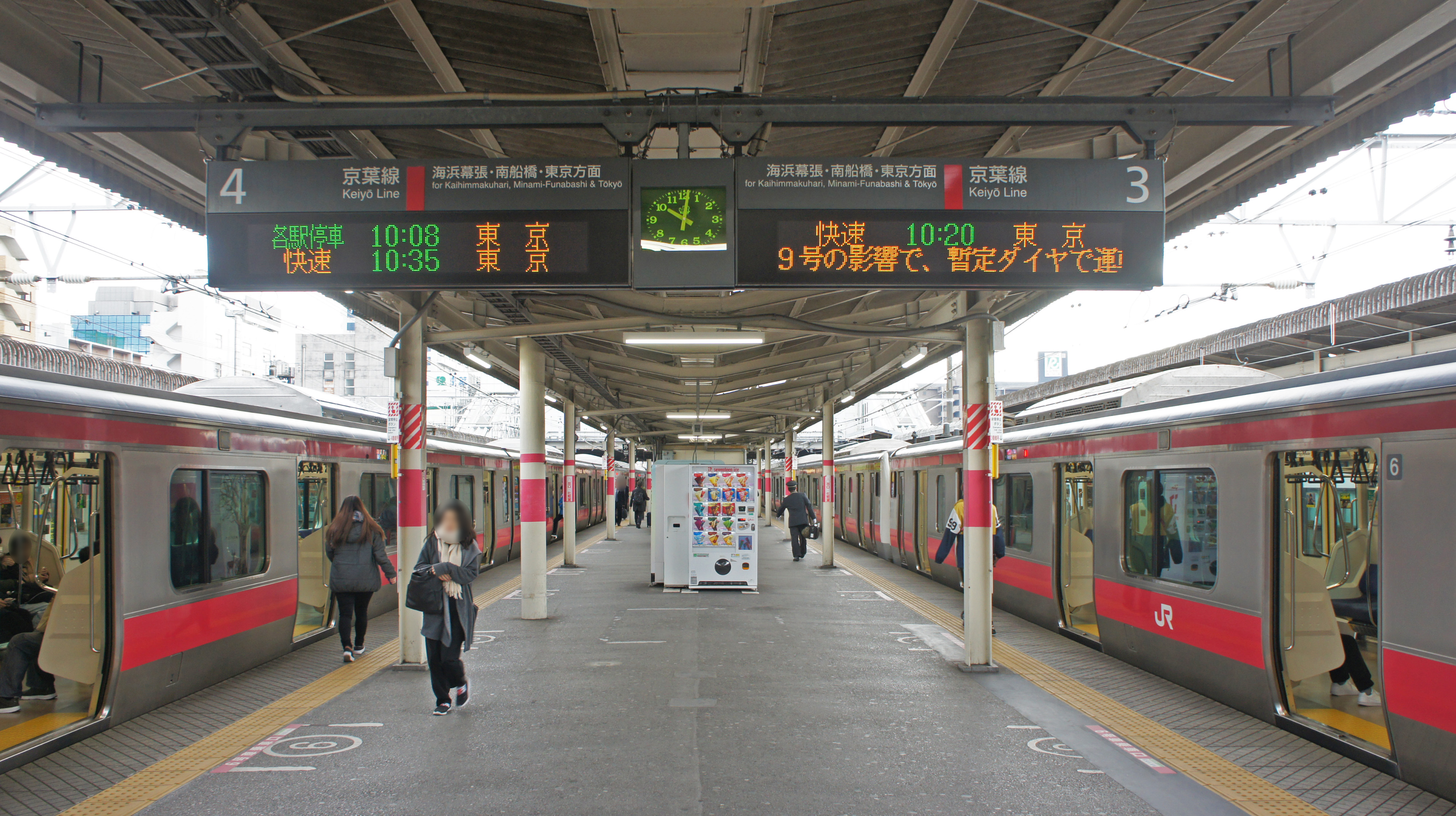
3、4號月台（京葉線）（2019年12月）
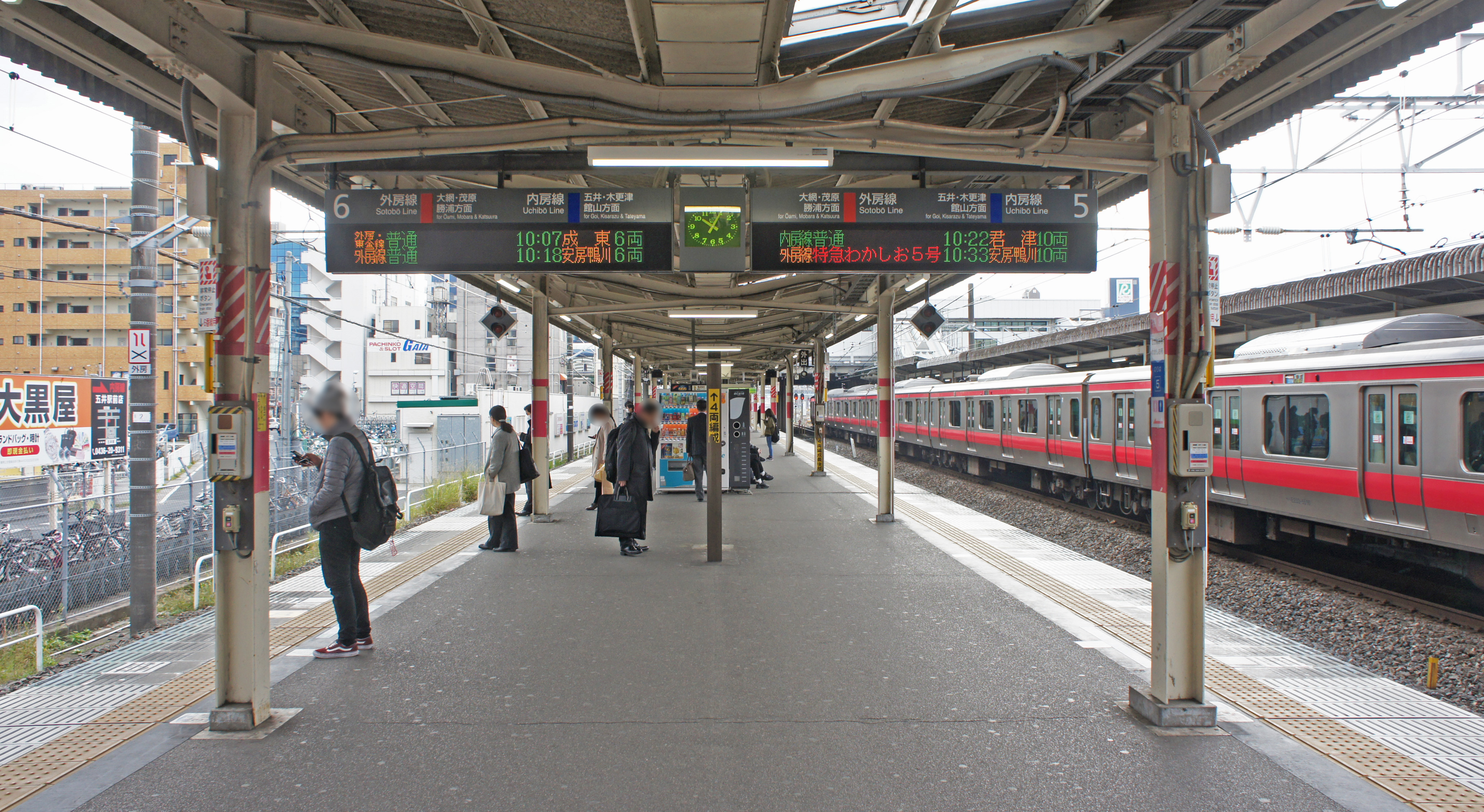
5、6號月台（外房線、內房線）（2019年12月）

### 鐵路配置圖
| | ↑ 大網、大原、安房鴨川 方向                 |                                                                      |
| ← 千葉、東京 方向 | JR東日本、京葉臨海鐵道 蘇我站周邊的配線略圖 | → ■ 五井、木更津、君津、 館山、安房鴨川 ■ 千葉貨運站、京葉 市原 方向 |
| | ↓ 海濱幕張、新木場、東京 方向               |                                                                      |
| 图例 参考文献：以下を参考に作成 * 鶴通孝、「日本縦断各駅停車 第10章 東京から東へ（3）」、『鉄道ジャーナル』第43巻10号（通巻第516号）、 鉄道ジャーナル社、 2009年10月、88頁。 |                                             |                                                                      |

### 發車音樂
2007年11月18日起，本站使用足球隊JEF聯市原·千葉響應歌曲─Over，當中1、2番線使用「Over（Aメロ）」，3、4番線使用「Over（コーラス）」，5、6番線使用「Over（サビ）」。
之前就使用鐘響聲。

## 使用情況
2019年（令和元年）度的1日平均上車人次為34,189人。千葉站以南、以東最多，千葉市內排行第4位、京葉線內排行第7位（包括西船橋站）。
近年的1日平均上車人次的推移如下表。
| 年度               | 1日平均 上車人次 | 來源     |
| ------------------ | ---------------- | -------- |
| 1990年（平成02年） | 17,229           | [ * 1 ]  |
| 1991年（平成03年） | 20,534           | [ * 2 ]  |
| 1992年（平成04年） | 21,636           | [ * 3 ]  |
| 1993年（平成05年） | 23,096           | [ * 4 ]  |
| 1994年（平成06年） | 24,103           | [ * 5 ]  |
| 1995年（平成07年） | 24,368           | [ * 6 ]  |
| 1996年（平成08年） | 24,492           | [ * 7 ]  |
| 1997年（平成09年） | 24,285           | [ * 8 ]  |
| 1998年（平成10年） | 22,208           | [ * 9 ]  |
| 1999年（平成11年） | 22,300           | [ * 10 ] |
| 2000年（平成12年） | 23,408           | [ * 11 ] |
| 2001年（平成13年） | 24,818           | [ * 12 ] |
| 2002年（平成14年） | 26,093           | [ * 13 ] |
| 2003年（平成15年） | 25,710           | [ * 14 ] |
| 2004年（平成16年） | 26,288           | [ * 15 ] |
| 2005年（平成17年） | 28,668           | [ * 16 ] |
| 2006年（平成18年） | 29,825           | [ * 17 ] |
| 2007年（平成19年） | 30,897           | [ * 18 ] |
| 2008年（平成20年） | 31,038           | [ * 19 ] |
| 2009年（平成21年） | 30,945           | [ * 20 ] |
| 2010年（平成22年） | 30,727           | [ * 21 ] |
| 2011年（平成23年） | 30,513           | [ * 22 ] |
| 2012年（平成24年） | 31,298           | [ * 23 ] |
| 2013年（平成25年） | 31,931           | [ * 24 ] |
| 2014年（平成26年） | 31,610           | [ * 25 ] |
| 2015年（平成27年） | 32,450           | [ * 26 ] |
| 2016年（平成28年） | 33,123           | [ * 27 ] |
| 2017年（平成29年） | 33,831           | [ * 28 ] |
| 2018年（平成30年） | 34,244           |          |
| 2019年（令和元年） | 34,189           |          |

## 車站周圍

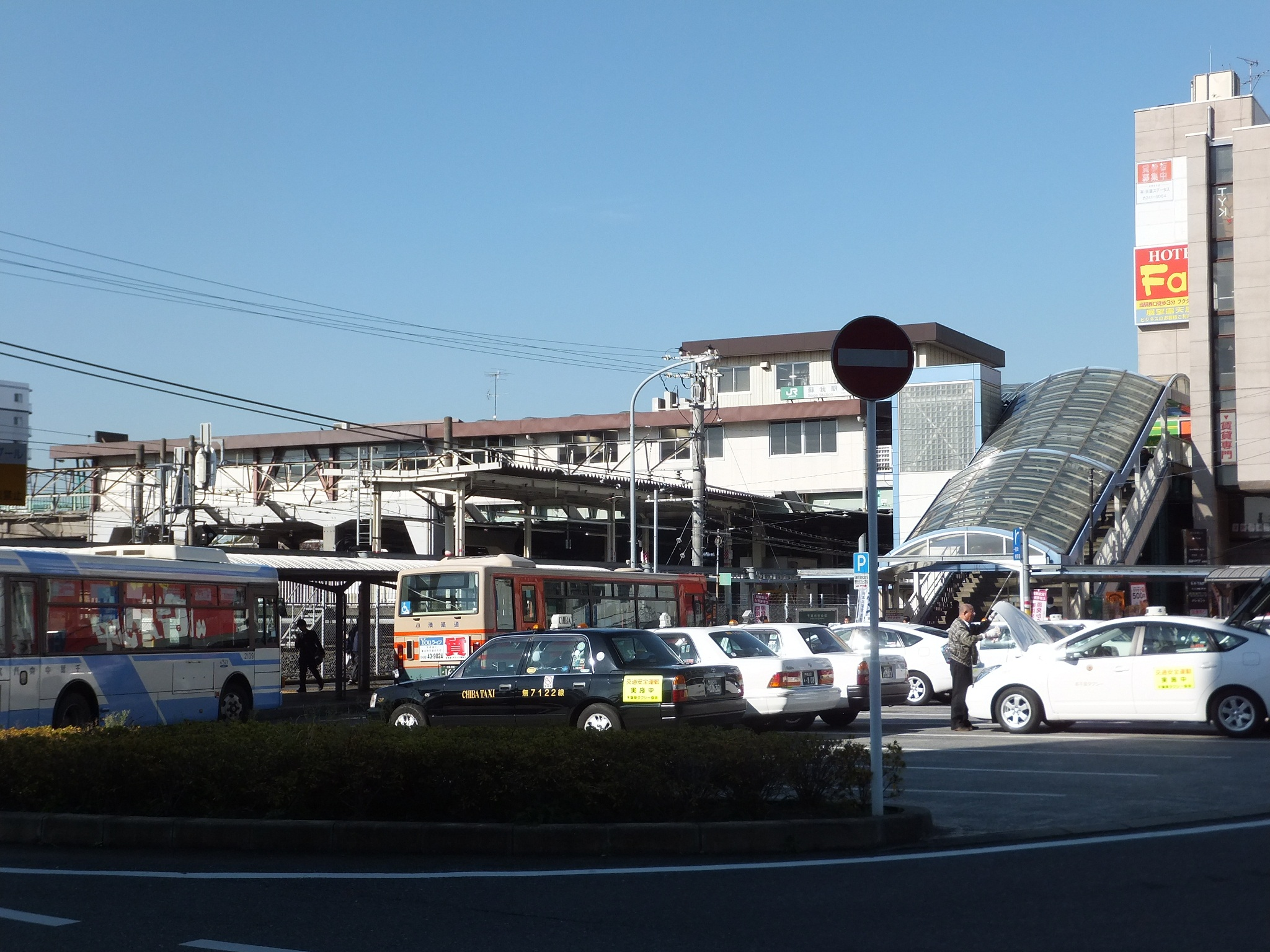
本站東出口（2011年12月10日）

附近曾是川崎鋼鐵的千葉製鐵所的其中一個企業小區之一。最後該區被規劃成千葉市第三個新都心後，加上其規劃大幅縮減後，附近已被重建，興建一個蘇我港灣城和蘇我體育公園。但附近都保留原小區建築物，如JFE体育館(原名為川鐵体育館)，JFE健康保險組合川鐵千葉醫院(原名為川鐵醫院)，JFE房屋和單身宿舍等。
隨著附近人口大幅增加，千葉市政府和JR東日本決定為本站進行擴建，2004年8月為本站擴建站舍，2005年，西出口的車站前廣場的擴充完成，未來還會擴充連接東出口和西出口的通道。
- 蘇我臨海重建地區
  - 蘇我港灣城
    - 蘇我ARIO─大型購物中心

  - 蘇我體育公園
    - 福田電子競技場─JEF聯市原·千葉位於千葉的主場
    - 福田電子廣場─位於蘇我的多用途廣場，如足球，橄欖球，五人足球的體育公園。

  - 蘇我站旁花園
- JR東日本蘇我運輸區
- JR東日本千葉機關區
- 淑德大學─千葉市大學中排行位於第二
- 千葉縣千葉工業高等學校(官立)
- 千葉東醫院(公立醫院)
- 千葉南職業安全辦公室
- 千葉南稅務局
- 蘇我社區中心(政府弄的)
- 千葉銀行、京葉銀行、千葉興業銀行蘇我分行
- 東京電力千葉火力發電站
- 上野商業法律學院
- 三光城市酒店
- 日產汽車租用店
- 千葉今井、高崎郵局
- 京成千原線千葉寺站

## 接駁交通
以長途公交為主，主要連接去千葉市以外，方便遠外的人乘坐京葉線

### 東出口出發
- 1號
  - 羽田機場、鎌取站南出口、末廣町(經千葉站)、大嚴寺、千葉南高中方向
- 2號
  - 千葉港口塔、松ヶ丘(經千葉站)、大學醫院方向
- 3號
  - 星久喜台(經千葉站)、鎌取站方向
- 4號
  - 帝京平成大學(特快)方向
- 高速路線
  - 「南總里見號」館山站、野島崎燈台方向
  - 「カピーナ号」安房鴨川站、亀田病院方向

### 東入口(近京葉銀行蘇我分行前)出發和到達
- 上行
  - 末廣町(經千葉站)方向
- 下行
  - 白旗、花輪、仁戶名南、農業中心、イオンタウンおゆみ野方向

### 西入口出發
- 1號
  - ロングウッドステーション、和樂郷、喜多、濱野、八幡宿站、千葉站、京成千葉中央站、蘇我體育公園(循環線)方向
- 2號
  - 蘇我港灣城(免費觀光巴士)方向
- 3號
  - 山田インター入口(通宵特快)方向

## 历史
- 1896年（明治29年）1月20日：房總鐵路(現外房線)的車站開通，當時是一個旅客和貨物站。
- 1907年（明治40年）9月1日：房總鐵路被國有化，成為國鐵的車站。
- 1912年（明治45年）3月28日：木更津線(現內房線)開通，成為內房線和外房線轉車站。
- 1963年（昭和38年）9月16日：京葉臨海鐵道臨海本線開通，以本站為貨物站。
- 1969年（昭和44年）10月1日：交貨處理工作廢止。
- 1975年（昭和50年）5月10日：京葉線蘇我站至千葉貨物終端間貨物營業開始，只做旅客、行李、專用線貨物列車到發業務，與京葉臨海鐵道臨海本線連結貨物列車的變更。
- 1987年（昭和62年）4月1日：國鐵分割民營化，本站由JR東日本接手經營。
- 1988年（昭和63年）12月1日：京葉線千葉港至蘇我旅客營運開始。
- 1991年（平成3年）3月16日：京葉線延伸至東京和成田特快開始營運，東京至本駅的總武本線和外房線特急「さざなみ」「わかしお」停靠站作出變更，本站開始成為停靠站之一。
- 2001年（平成13年）11月18日：智能卡系統Suica啟用。
- 2004年（平成16年）8月29日：站舍擴建完成，內的升降機和扶手電梯開始使用，同時Dila蘇我店開業。
- 2005年（平成17年）11月30日 ：西出口的車站前廣場的擴充完成。
- 2007年（平成19年）11月18日：發車音樂使用足球隊JEF聯市原·千葉響應歌曲取代原有的鐘響聲

## 相鄰車站
東日本旅客鐵道
- 特急「若潮」「漣」停車站

■外房線
■快速（經總武線）、■普通（各站停車）
本千葉－蘇我－鎌取
■內房線（千葉站－此站之間為外房線）
■特別快速（經總武線）
千葉－蘇我－五井
■快速（經總武線）、■普通（各站停車）
本千葉－蘇我－濱野
■京葉線
■通勤快速
新木場（JE 05）－蘇我－鎌取（外房線）/濱野（內房線）
■快速（途經京葉線）、■各站停車（普通）
千葉港（JE 17）－蘇我－鎌取（外房線）/濱野（內房線）
京葉臨海鐵道
■臨海本線（貨物線）
蘇我－千葉貨運站

### 使用情況
JR1日平均使用人數
1. ↑  各駅の乗車人員 （页面存档备份，存于） - JR東日本

JR東日本2000年度以後上車人次
1. ↑  各駅の乗車人員（2000年度） （页面存档备份，存于） - JR東日本
2. ↑  各駅の乗車人員（2001年度） （页面存档备份，存于） - JR東日本
3. ↑  各駅の乗車人員（2002年度） （页面存档备份，存于） - JR東日本
4. ↑  各駅の乗車人員（2003年度） （页面存档备份，存于） - JR東日本
5. ↑  各駅の乗車人員（2004年度） （页面存档备份，存于） - JR東日本
6. ↑  各駅の乗車人員（2005年度） （页面存档备份，存于） - JR東日本
7. ↑  各駅の乗車人員（2006年度） （页面存档备份，存于） - JR東日本
8. ↑  各駅の乗車人員（2007年度） （页面存档备份，存于） - JR東日本
9. ↑  各駅の乗車人員（2008年度） （页面存档备份，存于） - JR東日本
10. ↑  各駅の乗車人員（2009年度） （页面存档备份，存于） - JR東日本
11. ↑  各駅の乗車人員（2010年度） （页面存档备份，存于） - JR東日本
12. ↑  各駅の乗車人員（2011年度） （页面存档备份，存于） - JR東日本
13. ↑  各駅の乗車人員（2012年度） （页面存档备份，存于） - JR東日本
14. ↑  各駅の乗車人員（2013年度） （页面存档备份，存于） - JR東日本
15. ↑  各駅の乗車人員（2014年度） （页面存档备份，存于） - JR東日本
16. ↑  各駅の乗車人員（2015年度） （页面存档备份，存于） - JR東日本
17. ↑  各駅の乗車人員（2016年度） （页面存档备份，存于） - JR東日本
18. ↑  各駅の乗車人員（2017年度） （页面存档备份，存于） - JR東日本
19. ↑  各駅の乗車人員（2018年度） （页面存档备份，存于） - JR東日本
20. ↑  各駅の乗車人員（2019年度） （页面存档备份，存于） - JR東日本

JR統計資料
1. ↑  .   [2018-01-02]. （原始内容存档于2017-10-21）.
2. ↑  千葉市統計書 （页面存档备份，存于） - 千葉市

千葉縣統計年鑑
1. ↑  .   [2018-01-02]. （原始内容存档于2016-08-26）.
2. ↑  .   [2018-01-02]. （原始内容存档于2016-08-26）.
3. ↑  .   [2018-01-02]. （原始内容存档于2016-08-26）.
4. ↑  .   [2018-01-02]. （原始内容存档于2016-08-26）.
5. ↑  .   [2018-01-02]. （原始内容存档于2016-08-26）.
6. ↑  .   [2018-01-02]. （原始内容存档于2016-08-26）.
7. ↑  .   [2018-01-02]. （原始内容存档于2016-08-26）.
8. ↑  .   [2018-01-02]. （原始内容存档于2016-08-26）.
9. ↑  .   [2018-01-02]. （原始内容存档于2016-08-26）.
10. ↑  .   [2017-07-20]. （原始内容存档于2017-09-30）.
11. ↑  .   [2017-07-20]. （原始内容存档于2017-09-30）.
12. ↑  .   [2017-07-20]. （原始内容存档于2017-09-30）.
13. ↑  .   [2017-07-20]. （原始内容存档于2017-09-30）.
14. ↑  .   [2017-07-20]. （原始内容存档于2017-09-30）.
15. ↑  .   [2017-07-20]. （原始内容存档于2017-09-30）.
16. ↑  .   [2018-01-02]. （原始内容存档于2016-08-26）.
17. ↑  .   [2018-01-02]. （原始内容存档于2016-08-26）.
18. ↑  .   [2018-01-02]. （原始内容存档于2017-08-30）.
19. ↑  .   [2018-01-02]. （原始内容存档于2017-08-30）.
20. ↑  .   [2018-01-02]. （原始内容存档于2017-08-30）.
21. ↑  .   [2018-01-02]. （原始内容存档于2017-08-30）.
22. ↑  .   [2018-01-02]. （原始内容存档于2017-08-30）.
23. ↑  .   [2018-01-02]. （原始内容存档于2017-08-30）.
24. ↑  .   [2018-01-02]. （原始内容存档于2017-08-11）.
25. ↑  .   [2018-01-02]. （原始内容存档于2017-08-11）.
26. ↑  .   [2018-01-02]. （原始内容存档于2017-08-11）.
27. ↑  .   [2020-07-29]. （原始内容存档于2020-04-24）.
28. ↑  .   [2020-07-29]. （原始内容存档于2020-04-24）.

## 延伸閱讀
- 曽根悟（監修）. 朝日新聞出版分冊百科編集部（編集） , 编. . 週刊朝日百科. 31号 内房線・外房線・久留里線. 朝日新聞出版. 2010-02-21: 5–23.

## 外部連結
- 車站資訊（蘇我）：東日本旅客鐵道
- 蘇我特定地區重建計劃（日語）

35°34′53.3″N 140°7′52.1″E / 35.581472°N 140.131139°E